# Пиффль, Фридрих Густав
Фридрих Густав Пиффль (нем. Friedrich Gustav Piffl; 15 октября 1864, Ланшкроун, королевство Богемия, Австро-Венгрия — 21 апреля 1932, Вена, Австрия) — австро-венгерский и австрийский кардинал, августинец. Архиепископ Вены с 2 мая 1913 по 21 апреля 1932. Кардинал-священник с 25 мая 1914, с титулом церкви Сан-Марко с 8 сентября 1914.